# 張登瀛
张登瀛，字仲士，号海峤，山西崞县班村人。晚晴政治人物。

## 生平
同治元年（1862年）举人，同治七年（1868年）成进士。选翰林院庶吉士。散馆授编修，历官侍讲、侍读，武英殿协修，文渊阁校理。同治十二年（1873年）授贵州学政。致仕归里，创建“育英文社”。有《崞县志辑要》、《铜鼓轩诗赋抄》等。